# Julio Benvenuto
Julio César Benvenuto, (n. La Plata, 4 de julio de 1961, m. General Rodríguez, 11 de marzo de 2007), fue un aviador argentino.
Benvenuto había tomado cursos de aviación en Estados Unidos, así también como la participación en torneos.
- 2.º puesto Competición de Aerobatics en Sebring, Florida año 1994.
- 3.er. puesto Competición de Aerobatics en Sebring, Florida año 1995.
- IAC Aerobatic Achivement Award "Sportsman with stars" abril de 1994.
- 7.º. Puesto en Rio Grande do Sul, Brasil. Competencia Internacional.
- 1.er puesto competencia Show Aéreo Acrobático, Argentina, año 2003.

Falleció en marzo de 2007 al precipitarse la aeronave que pilotaba, durante una exhibición.